# Luperina obtusa
Luperina obtusa är en fjärilsart som beskrevs av Smith 1902. Luperina obtusa ingår i släktet Luperina och familjen nattflyn. Inga underarter finns listade i Catalogue of Life.